# Irigilla
Irigilla là một chi bướm đêm thuộc họ Crambidae.